# ケベック遠征
ケベック遠征（英語：Quebec Expedition）は、1711年にイギリスにより行われた、陸路と海路によるヌーベルフランスへの攻略遠征である。イギリスは前年の1710年にアカディアのポートロワイヤルを自国領としてヌーベルフランス奪取へと乗り出したが、調査も十分でないまま行われたため遠征は頓挫した。

## 遠征に至るまで
1710年、アン女王戦争の末期にイギリス正規軍とニューイングランド入植地兵の混成部隊が、ノバスコシア（アカディア北西部）のポートロワイヤルでの戦いでフランスの要塞を奪って勝利した。この遠征の指揮官であるフランシス・ニコルソンは、ロンドンにこの知らせを持ち込み、同行していたマサチューセッツ湾植民地の代表であるジェレミア・ダマーと、ヌーベルフランスの中心地であるケベックに遠征するための陳情をした。

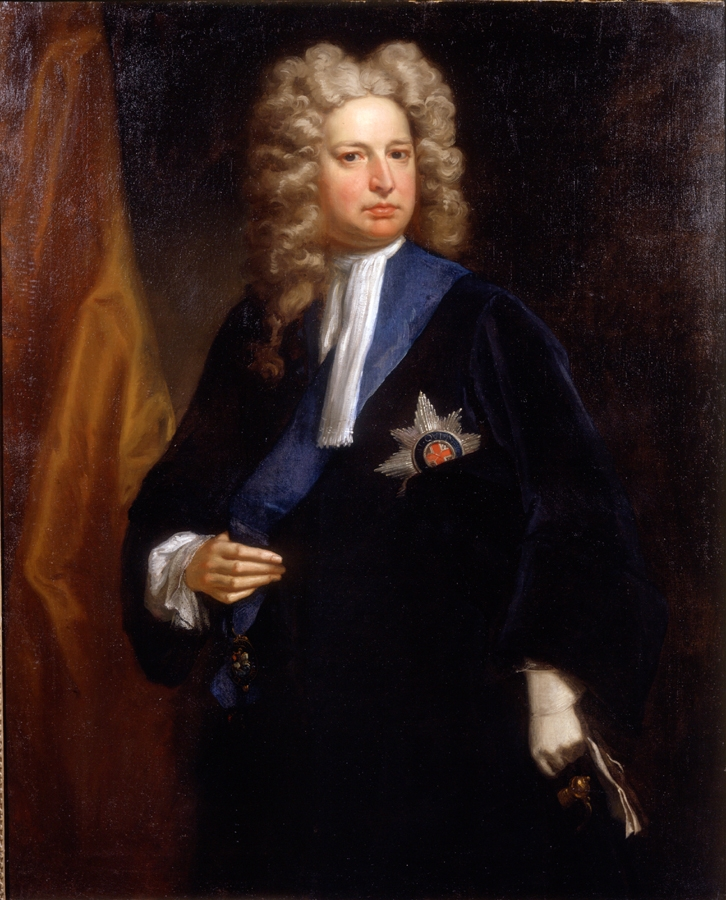
オックスフォード＝モーティマー伯ロバート・ハーレー

イギリス政府は多少混乱していた。1710年の8月には、初代ゴドルフィン伯爵シドニー・ゴドルフィンの内閣が倒れ、アン女王は大蔵卿に初代オックスフォード＝モーティマー伯ロバート・ハーレーを指名した。ハーレーはマールバラ公ジョン・チャーチルの政敵であり、マールバラ公もまた女王の寵愛を失った。
ハーレーはイギリス軍の戦略を変えたいと考えていた。「ブルーウォーター」政策である。陸軍の予算を削った分を、海軍の強化に回すべきであると強調していた。 また、マールバラ公の影響が続かないよう、自らの考案でマールバラ公を抑える方法を探し求めた。最終的に、彼は陸と海からのケベック攻略を承認したが、病気のため、この仕事の大部分は、外務大臣の初代ボリングブルック子爵ヘンリー・シンジョンによってなされた。

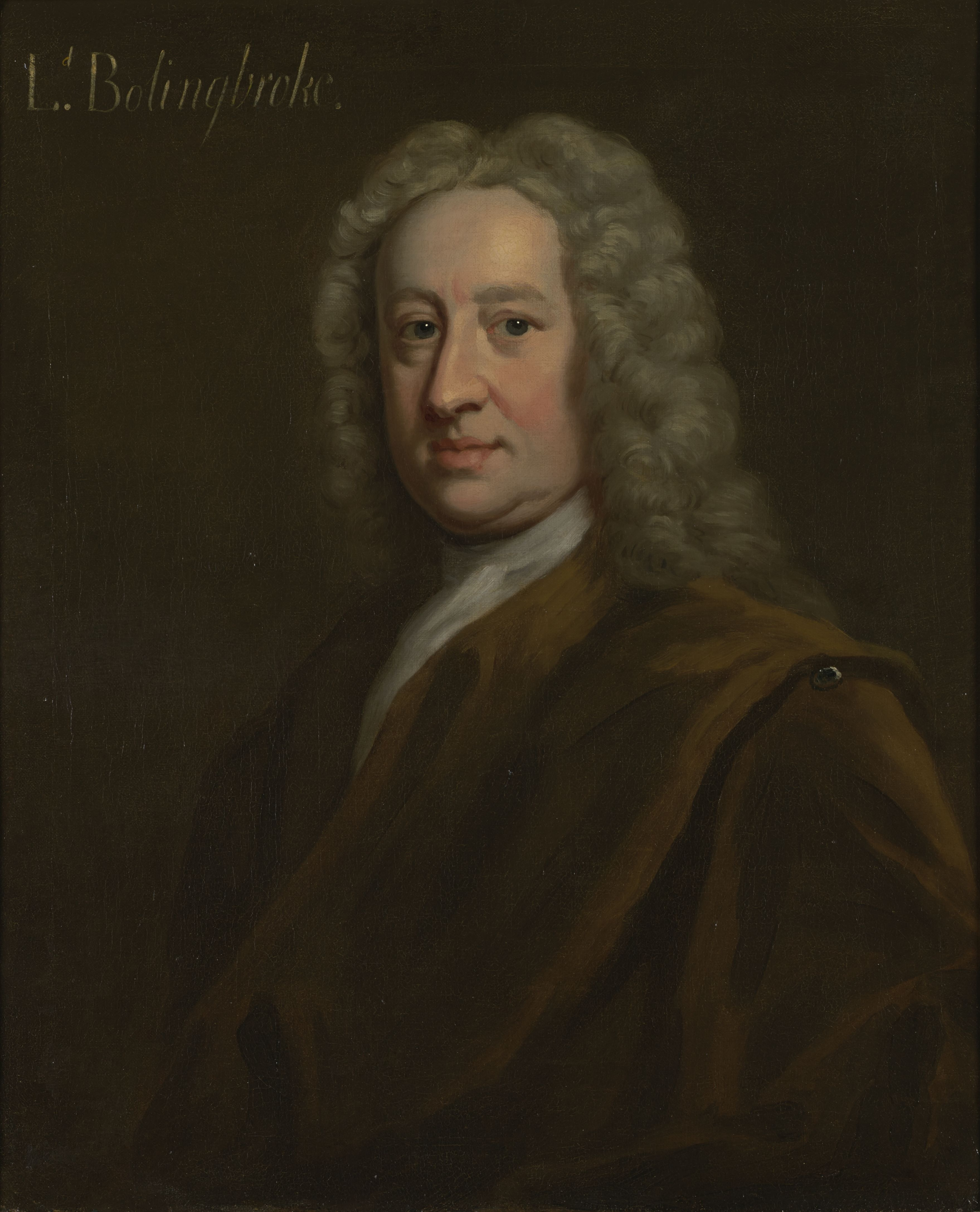
ボリングブルック子爵ヘンリー・シンジョン

基本の部分は、1709年に予定していたアカディア攻略に合わせて、1708年にサムエル・ベッチが提案したもので、海軍の遠征に、陸軍の正規兵と、イギリス植民地の民兵の混成軍を加えて主な敵陣突破をはかるというものだった。白色艦隊の海軍中将であるサー・ホーベンデン・ウォーカーがこの遠征の指揮権を委任され、陸軍の指揮は准将のジョン・ヒルにゆだねられた。 ウォーカーは3月に提督に昇進したばかりで、アン女王戦争の初期に西インド諸島に艦隊を連れて遠征したことがあるものの、はかばかしい戦果を得られず、シンジョンと友人であったこと、トーリー党に共感していたことが理由で選ばれたようなものだった。
シンジョンがウォーカーとヒルを選んだのは、アン女王に取り入る目的も恐らくはあったようだった。ヒルはアンの親友であるアビゲイル・メイシャム（メイシャム男爵夫人）の弟だった。マールバラ公爵夫人であるサラ・ジェニングスは、恐らく夫の意見の受け売りであろうが、ヒルを「軍人としてふさわしくない人物」と書いている。 マールバラ公がフランドルで率いている軍から、5つの連隊が引き抜かれ、イギリスの2つの連隊と、5000人ばかりの陸軍部隊に編成された。この遠征隊は、4月から5月にかけて、イギリス南部の何か所かの港から出航した。行き先に関しては、秘密主義が貫かれていた。ウォーカーも、すぐには行き先を教えられてもらえず、他の提督も同様だった。食糧や物資に関しては、スパイを欺くために、ヨーロッパの海を回航する時ほどの分量でしかなかった。

## ボストン到着

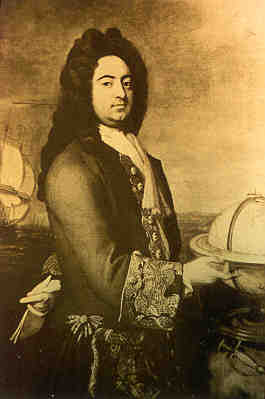
フランシス・ニコルソン

1711年の6月の始め、フランシス・ニコルソンはボストンに着いた。遠征の詳細や計画、入植地の提督との会見などが、コネチカットのニューロンドンで進められた。 海軍の遠征艦隊は、ニューイングランド入植地で育成された民兵を、同行させる予定であり、一方ニコルソンは、植民地軍をコネチカットからペンシルベニアへ、ハドソン川を上らせ、シャンプラン湖に出て、モントリオールへ陸路送り込むつもりだった。海軍に同行する植民地軍は、1710年にノバスコシアの総督となったサムエル・ベッチの指揮下にあった。1500人から成るこの部隊はほとんどがマサチューセッツの兵で、それにニューハンプシャーやロードアイランド植民地の分遣隊が一緒だった。
艦隊は6月24日にボストンに着いた。艦隊はノドル島（現在のローガン国際空港のあたり）に上陸した。歴史家のサムエル・アダムズ・ドレークによれば「イギリス国旗の下で大西洋を渡った人数としては、恐るべき大人数」だった。 艦隊が食糧が足りないまま出港したため、担当者は、ボストンで十分に積み込むものと期待されていた。しかも、兵員の数が当時のボストンのそれを上回っており、食糧補給はやる気をなくしてしまうような仕事だった。商人が法外な値段で取引するのは禁じられていたが、結局十分な食糧は得られた。 他に、職務をせずに艦隊を離れている者を、入植者が見つけた場合には罰する法律も出来ていた。どうやらこの遠征軍は、入植地の住民にいろいろと注目される存在であった。ボストンに滞在した5週間の間、このことが持つ意味は大きかった。

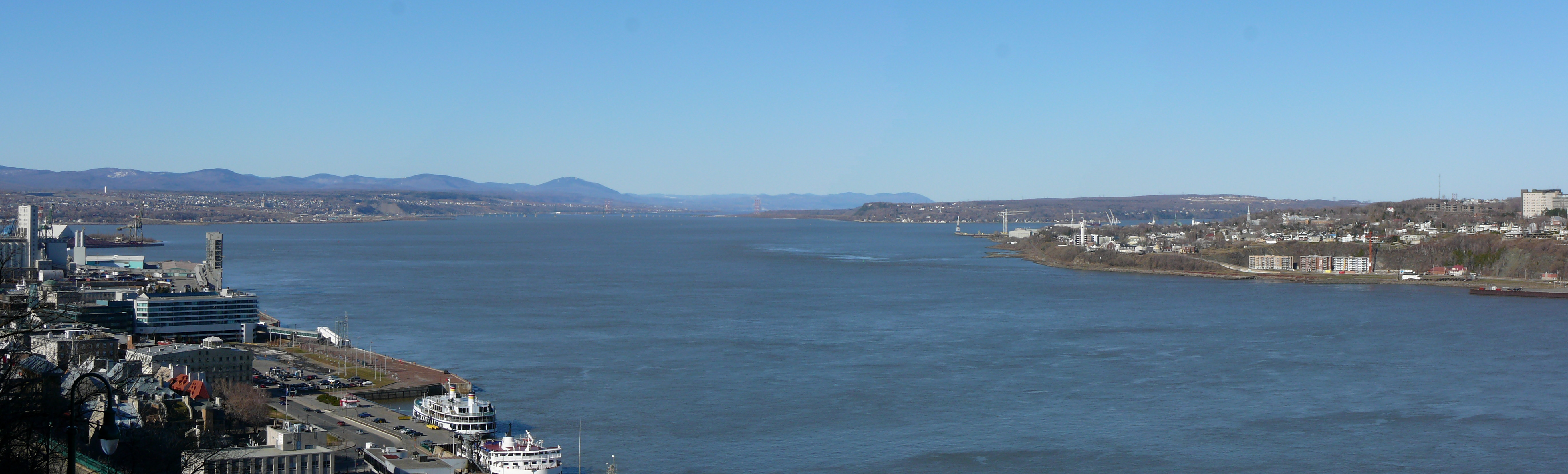
セントローレンス川

遠征隊の逗留中、ウォーカーは、セントローレンス川の航路に通じた案内役を同行させようと考えていた。しかし誰も名乗り出ず、ウォーカーはひどくうろたえた。艦長で、ヌーベルフランス入植地の情報に精通しているといわれるシプリアン・サウサックでさえも、セントローレンス川の河口から向こうには入ったことがないと口にしていた。 ウォーカーは、プリマスを出航する前に、艦隊に同行させたフランス人に頼ってみることを考えた。しかしながらベッチは、そのフランス人を全く信用しておらず、このように書いていた。「愚かなだけでなく、うそつきで、怠け者で、飲んだくれである」しかし、そのフランス人に訊くよりほかに「いい方法が見つからなかった」 ウォーカーは、拿捕したフランスのスループ船の船長であるパラディに金を握らせて、案内役を依頼していたともいわれている。
ウォーカーが集めた海図は、セントローレンス川河口の詳細な情報が明らかに不足していた。それはサー・ウィリアム・フィップスが、1690年のケベック遠征の際につけていた航海日誌さながらだった。ウォーカーもこの日誌については知っており、フィップスの遠征に参加した人物とも何人か会ったが、彼らの雲をつかむような話では、あの川の何に、どう気をつけておけばいいのか、その懸念はまるで晴らされなかった。 心配のあまり、ウォーカーは、艦隊の中でも最も大きく、重い艦の1隻で、しかも70門艦のエドガーに巡行の命令を出し、自らの提督旗を立てさせた。

## 遭難

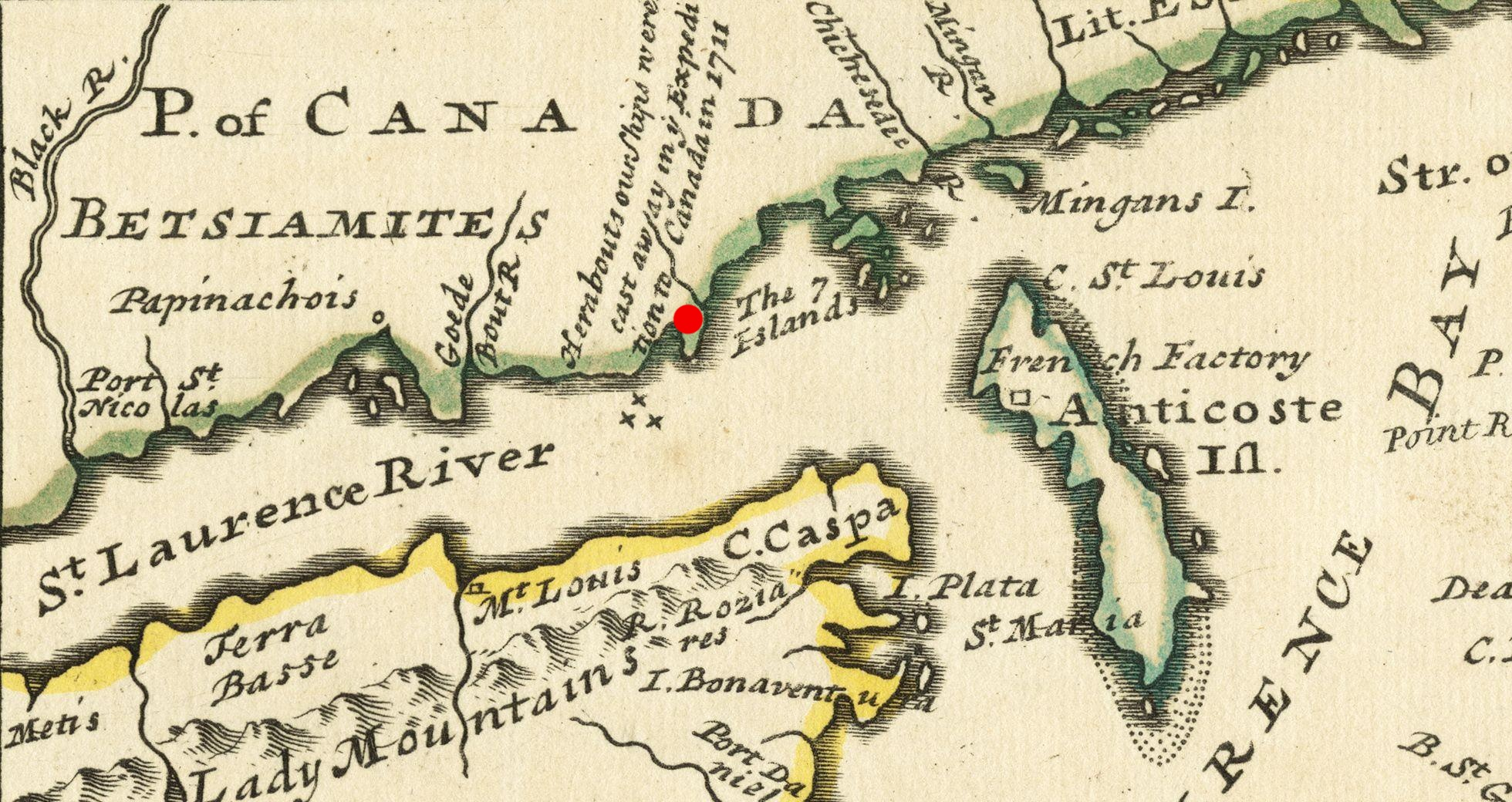
1733年のセントローレンス川付近の地図、赤の点が遭難現場

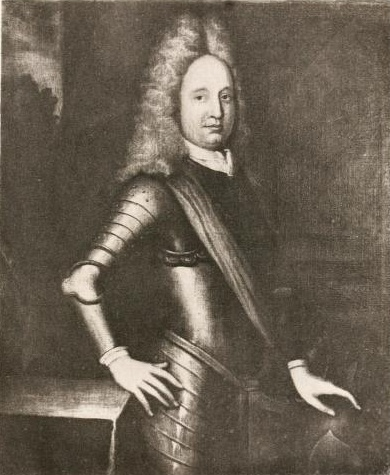
サミュエル・ベッチ

艦隊がボストンを発ったのは7月30日のことだった。イギリス軍と入植地の艦の混成部隊で、9隻の軍艦、2隻の臼砲艦、そして60の輸送艦と看護人の船だった。7500人の兵が乗り込んでおり、うち6000人ほどが水兵だった。8月3日までには、艦隊はノバスコシアに到着し、その後、ベッチが、艦隊をケープ・ブルトン、ケープ・ノースそしてセントローレンス湾へと案内した。
8月18日の朝、艦隊はセントローレンス川に入ろうとしていた。しかし北西からの風が強く吹き付け、ウォーカーはガスペ湾に艦隊を避難させなければならないほどだった。20日の朝になって、風は南東に向きを変え、艦隊はアンティコスティ島の西の端をゆっくりと進むことができたが、風がやむ前に厚い霧が立ち込め、岸も艦隊もおおわれてしまった。22日までに、風が新たに南東から吹いて来て、霧が途切れるようになったが、陸地は見えなかった。この地点では、艦隊はアンティコスティ島の西側にいて、ここは川幅が70マイル（約113キロ）ほどあったが、北岸で、川が鋭く向きを変えて、ほぼ南北方向に走っているところは狭くなっていた。 艦隊がいる地域は、現在はポワントーザングレ（Pointe-aux-Anglais）と呼ばれているが、イルゾーヌッフ（エッグアイランド）ほか無数の小島があり、岩の多いので有名な浅瀬があった。ウォーカーは、案内役と相談してから、午後8時ごろに、ほぼ南西の方向に艦を進ませるように信号を揚げた。
ウォーカーは、命令を出した時、艦隊は、流れの真ん中あたりにいると思っていた。実際は、本来進むべきコースより約7リーグ（20マイル、約32キロ）北で、強い流れによって艦が捕えられ、北西の方向へと押しやられていた。東風のせいもあって、艦隊は徐々に北岸との距離を詰めて行った。ここはエッグアイランドの近くで、ほぼ南北に流れが走っていた。 パッドン艦長が、午後10時30分ごろ陸地が見えた、おそらく真向かいに陸地があるのだろうといったことをウォーカーに報告した。ウォーカーは、艦隊が南岸の方に近づいていると思い込んでおり、全艦隊に、下手まわしにして、別方向に止めてから就寝するようにと命じた。この操舵で、船はもっと北向きになった。 何分か経って、ゴッダードという陸軍大尉が、ウォーカーを起こして、砕波を見るように言った。 ウォーカーは、陸軍将校であるゴッダードの忠告を無視したが、ゴッダードは戻って来て、ウォーカーに、語調を荒らげてこう言った。「甲板においでください、我々は間違いなく沈みます」
ウォーカーはガウンのまま甲板に出た。そこで彼が目にしたものは、東風が吹き付ける岸の、西に押し流されている艦の姿だった。フランス人の案内役も甲板に出て来て、ウォーカーに、今自分たちがどこにいるかを説明した。ウォーカーはすぐに錨綱を切って、危険からのがれるため、風を克服しようとした。 2隻の軍艦、モンタギュ（en:HMS Montague (1654)）とウィンザー（en:HMS Windsor (1695)）の立場はもっと厳しかった、結局は、砕波に周囲を囲まれながら、成り行き任せという立場を取った。ウォーカーは夜じゅう、船が遭難する音を耳にしていた。霧が晴れる時間になると、遠くのほうに、岩に打ちつけられて地面に乗り上げた船が何隻も見えた。 あるニューイングランド出身の乗員がこう書いている。「沈んでいく船、溺れる人々、魂が肉体を離れて行く時の甲高い叫び声が聞こえた」午前2時ごろ風がおさまり、北西の風に変わった。艦隊の多くの船は、岸に近寄らないようにしていた。
艦隊のすべての船の、生存者を見つけ終わるまでには3日かかった。  7隻の輸送船と1隻の支援船が行方不明になっていた。ウォーカーの調印がある報告書には、884名の兵が死亡したとあった。その後死亡者は740人と修正され、同行していた女性を含む人数となっていた  歴史家のジェラルド・グラハムによれば、150人の水兵もこの遭難で死亡したと推定している。救助で打つべき手をすべて打った後、ウォーカーとヒルは作戦会議を開いた。サミュエル・ベッチを含む何人かの案内役と会って話をした後、会議は「案内役と軍人の無知のために」この遠征は中止するべきという議決を採択した。この事故で、ベッチは公然とウォーカーを非難した。「僭越ながら申し上げるが、先の事故は、操舵の難しさが原因なのではない。我々は、北岸への航行を余儀なくさせられた、これは航路がまちがっていたのである」
艦隊はセントローレンス湾まで戻ってから、スパニッシュリバー（現在のノバスコシア州のシドニー港）に停泊した、9月4日のことだった。ここでの作戦会議で、ニューファンドランドのプラセンシア（プレザンス）を攻撃するか否かが話し合われた。夏の終わりでもあり、ここで越冬するだけの物資はなく、プラセンシアの守りが堅いことなどから、攻撃には反対の決議となり、艦隊はイングランドへ戻った。

## イギリスへの帰還

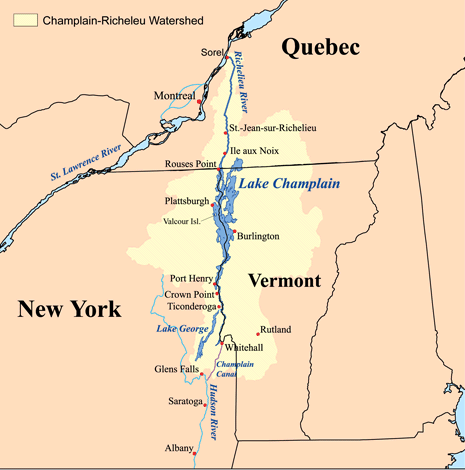
ジョージ湖からシャンプラン湖を経由して、モントリオールに至る経路

フランシス・ニコルソン率いる陸路からの遠征隊が、艦隊の遭難と中止を知ったのは、ジョージ湖の近くで野営をしている時だった。ニコルソンは激昂し、かつらを引き裂いて地面に投げ捨てたと伝えられている。
遠征隊は帰路でも運に見放された。ウォーカーはニューヨークに手紙を送り、フィーバーシャム（en:HMS Feversham (1696)）と、他にもどれか回してもらえそうな船を要請した。しかしウォーカーが知らない間に、フィーバーシャムと3隻の輸送船「ジョセフ」「メアリー」そして「ネプチューン」が10月7日にケープ・ブルトンの岸で難破して、100人以上が行方不明になっていた。 艦隊は10月10日にポーツマスに着いた。ウォーカーが座乗した旗艦エドガーは、それから何日か後に爆発した。火薬の誤った取り扱いが恐らく原因であった。 この結果、ウォーカーは多くの書類を失い、ウィリアム・フィップスの航海日誌もこの爆発で失われたと主張した。
この遠征が大きな失敗だったにもかかわらず、政治への影響はさほどのものではなかった。この失敗によりハーレーはブルーウォーター政策を早々に引っ込めてしまった。この政策は、敵を追い詰めてから、海軍に攻撃をさせるやり方だった。 しかしながら、ハーレーはさらにヨーロッパの軍事行動の奇策を持ち出して、この政策の実践を続けた。この遠征は時の政府によって行われたため、失敗した理由を詮索するということには、誰もあまり関心をよせなかった。ウォーカーは、アン女王から同情を持って受け止められ、ヒル共々新たな任務が与えられた。 結局ウォーカーは、この遠征に関する詳細かつ率直な記述を、爆発を逃れた日誌や書類と同じように。彼自身の記憶に基づいて綴った。ウォーカーは1715年に地位を剥奪され（ジョージ1世の即位に伴う、権力交代劇のさなかであった）、1728年に世を去った。
イギリス国民の心情は、事前の準備をしそこねたニューイングランド入植地に対し、ケチで頑固であるといった理由で、責任を負わせるようになっていた。このイギリスの国民感情は、入植地からは反発を受け、ニコルソンや総督のジョセフ・ダドレーは、逆にウォーカーを非難した。陸路でケベック入りするイギリス陸軍が、ボストン郊外にいる間中は、軍による統率は、入植者からは必ずしも好意を持っては受け止められず、民間人と軍人との政治的な対立は、のちのアメリカ独立戦争の伏線となって行った。ヒルの士官の一人が書いたものにこうある「かの者どもの悪しき性質と流布、彼らの政府、教義、流儀、そして偽善ともったいぶった物言いは、支持など出来るものではない」さらにこうも書いている、もし入植者たちがより強固な支配下に置かれない限り「より頑固になって、常にこちらの言うことをきかなくなるだろう」 入植者たちは、ウォーカーとヒルとが、遠征の失敗による非難を逃れた事実を、嫌悪感を込めて記していた。

## フランスの対応
フランス政府は、1711年の3月には、早くも、ニコルソンがケベックへの遠征隊を編成しようとしていることを知らされていた。 また、ヒルの戦力の構成も知っていたが、恐らく7月までは、どこに向かおうとしているのかはわからなかったようである。ヌーベルフランスの総督、ヴォードルイユ伯フィリップ・ド・リゴーはルイ・ドゥニ・ド・ラ・ロンドを、6月の上旬に、捕虜の交換という名目でボストンに派遣していた。ニューイングランド当局に、イギリス本国からの遠征隊への支援を保留するということを確信させるという秘密命令を受けていた。ラ・ロンドがボストンに着いたのは偶然にもニコルソンと同じ6月8日であり、イギリス植民地の判断に影響させるというもくろみはどうも失敗したようだった。ニコルソンはラ・ロンドの振る舞いに懐疑的だったが、ついに逮捕に踏み切った。秘密命令のコピーが拿捕されたフランス船から発見されて、ボストンに持ち込まれたためで、ラ・ロンドは11月までボストンに拘留されたままだった。
ヴォードルイユは8月にも警告を受けた、ケベックとモントリオールへの遠征隊が編成されつつあると言うのだ。ヴォードルイユは民兵を招集し、地元に住む先住民を結集して、入植地全体に、出来る限りの防衛手段を準備し、入植地全体に戦争のための足場を築いた。 10月半ばに大型艦が近づいているという知らせがあり、緊張が更に高まった。しかしそれはフランスの船であり、9月19日にヴォードルイユが下流に寄越した偵察が戻ってきたのだった。この偵察係は7隻の難破船と、およそ1500人の遺体を見つけたと報告した。 その土地のものが既に難破船から略奪行為を働いていたため、ヌーベルフランスは正式な引き上げを行い、回収された錨や鎖、テント、そして大砲と言った品は競売にかけられた。

## 艦隊
ウォーカー艦隊の軍艦と船の一覧、隊列は2列だった。
| 艦名                                          | 艦長                          | 役割                     | 備考                                                     |
| --------------------------------------------- | ----------------------------- | ------------------------ | -------------------------------------------------------- |
| エドガー（en:HMS Edgar (1668)）               | ジョージ・パッドン            | 70門艦                   | ウォーカー座乗の旗艦、パッドンはボストンから乗艦         |
| ウィンザー（en:HMS Windsor (1695)）           | ロバート・アリス              | 60門艦                   | ボストンから乗艦、ヒル将軍旗搭載                         |
| モンタギュ（en:HMS Montagu (1654)）           | ジョージ・ウォルトン          | 60門艦                   |                                                          |
| リカバリー                                    | ジョン・ルイス                | ヒル連隊輸送船           |                                                          |
| リワード                                      | マシュー・ロウス              | 病院船                   |                                                          |
| ディライト                                    | スティーブン・マシューズ      | ヒル連隊輸送船           |                                                          |
| サクセスピンク                                | マシュー・ピンク              | 看護人船                 |                                                          |
| フォーチュン                                  | ジョン・ジョーンズ            | ヒル連隊輸送艦           |                                                          |
| ウィリングマインド                            | ジョン・マクマス              | カーク連隊輸送船         |                                                          |
| ハッピーユニオン                              | クリストファー・レッドショウ  | カーク連隊輸送船         |                                                          |
| ローズ                                        | ヘンリー・フォスター          | カーク連隊輸送船         |                                                          |
| クイーン・アン                                | ジョージ・タッカー            | カーク連隊輸送船         |                                                          |
| リースル                                      | グレゴリー・シップトン        | カーク連隊輸送船         |                                                          |
| レゾリューション                              | マシュー・ギリュー            | クレイトン連隊の輸送船   |                                                          |
| サミュエル                                    | J・ウィッブバーン             | クレイトン連隊の輸送船   |                                                          |
| マールバラ                                    | ジェームズ・テイラー          | クレイトン連隊の輸送船   | 沈没、130人死亡                                          |
| フェザント                                    | J・メーソン                   | クレイトン連隊の輸送船   |                                                          |
| スウィフトシュア（en:HMS Swiftsure (1673)）   | ジョス・ソーンズ              | 70門艦                   | ソーンズはかつてはエドガーの艦長、ボストンから乗艦       |
| サンダーランド（en:HMS Sunderland (1694)）    | ヘンリー・ゴア                | 60門艦                   |                                                          |
| スリー・マーティンズ                          | ロバート・トンプソン          | ケイン連隊輸送船         |                                                          |
| グローブ                                      | Michael King マイケル・キング | ケイン連隊輸送船         |                                                          |
| スミルナ・マーチャント                        | ヘンリー・バーノン            | ケイン連隊輸送船         | 沈没、バーノン艦長以下200名死亡                          |
| サミュエル                                    | サミュエル・フェリエ          | ケイン連隊輸送船         |                                                          |
| コルチェスター                                | ジョス・ヒニング              | セイモア連隊の輸送船     | 沈没、150人死亡                                          |
| サミュエル・アンド・アン                      | トマス・ウォークアップ        | セイモア連隊の輸送船     | 沈没、142名死亡                                          |
| ナサナエル・アンド・エリザベス                | マグヌス・ホウソン            | セイモア連隊の輸送船     | 沈没、10名死亡                                           |
| ジョージ                                      | アイザック・ドーブ            | ウィンドレス連隊の輸送船 |                                                          |
| ブレンハイム                                  | トマス・サイモンズ            | ウィンドレス連隊の輸送船 |                                                          |
| イサベラ・アン・キャサリン                    | リチャード・ベイレイ          | ウィンドレス連隊の輸送船 | 沈没、ベイレイ船長以下192人死亡                          |
| チャタム                                      | J・アレクサンダー             | ウィンドレス連隊の輸送船 | 沈没、ベイレイ船長以下192人死亡                          |
| モンマス（en:Monmouth (1667)）                | ジョン・ミッチェル            | 70門艦                   |                                                          |
| ダンカーク（en:Dunkirk (1660)）               | バトラー                      | 60門艦                   |                                                          |
| ブレッシング                                  | トマス・クラーク              | ディズニー連隊輸送船     |                                                          |
| トゥー・シェリフズ                            | ルーク・ロジャーズ            | ディズニー連隊輸送船     |                                                          |
| レベッカ                                      | サミュエル・アダムズ          | ディズニー連隊輸送船     |                                                          |
| サラ                                          | ジョージ・ストーリー          | ディズニー連隊輸送船     |                                                          |
| レベッカ・アン・ブレッシング                  | リチャード・ハーマン          | 部品輸送船               |                                                          |
| ハービン（ガレー船）                          | J・ウェストン                 | 部品輸送船               |                                                          |
| プリンス・ウジェーヌ                          | チャールズ・デイビス          | 部品輸送船               |                                                          |
| フレンズ・インクリーズ                        | コーネリウス・マーティン      | 部品輸送船               |                                                          |
| ドルフィン                                    | ネニョン・マスターズ          | 部品輸送船               |                                                          |
| マールバラ                                    | エドワード・フレンド          | 部品輸送船               |                                                          |
| メアリー                                      | チーズマン・パーシー          | 部品輸送船               |                                                          |
| アンナ                                        | エドワード・スミス            | 入植地部隊の輸送船       |                                                          |
| アンカー・アンド・ホープ                      | J・ブリュワー                 | 入植地部隊の輸送船       |                                                          |
| ジェレミア・アンド・トマス                    | ジョン・ジェンキンズ          | 入植地部隊の輸送船       |                                                          |
| アドベンチャー                                | ジョージ・フィリップス        | 入植地部隊の輸送船       |                                                          |
| バルバドス                                    | J・ローリンズ                 | 入植地部隊の輸送船       |                                                          |
| コンテント                                    | ウィリアム・ハント            | 入植地部隊の輸送船       | 沈没、乗員15人すべて救出                                 |
| ジョン・アンド・メアリー                      | ジョン・スティーヴンズ        | ヒル将軍の看護人船       |                                                          |
| スピードウェル                                | ヘンリー・デイビス            | ヒル将軍の看護人船       |                                                          |
| ドルフィン                                    | サミュエル・エムズ            | ウォーカー提督の看護人船 |                                                          |
| サミュエル                                    | ウィリアム・ウェバー          | ウォーカー提督の看護人船 |                                                          |
| エリザベス                                    | ジョン・ウェルシュ・ジュニア  | ウォーカー提督の看護人船 |                                                          |
| バシリスク                                    | 記載なし                      | 臼砲艦                   |                                                          |
| メアリー                                      | ウィリアム・イングリッシュ    | ウォーカー提督の看護人船 |                                                          |
| グラナダ                                      | 記載なし                      | 臼砲艦                   |                                                          |
| グッドウィル（スループ）                      | 記載なし                      | ベッチ大佐の看護人船     |                                                          |
| アンナ                                        | エドワード・ロサーフォード    | 入植地志願兵の輸送船     |                                                          |
| ジョン・アンド・サラ                          | ジョン・ローレンス            | 入植地志願兵の輸送船     | 遠征初期に遭難したと報告されており、誤った記載と思われる |
| マーガレット                                  | ジョン・ダン                  | 入植地志願兵の輸送船     |                                                          |
| ディスパッチ                                  | ビームズリー・パーキンス      | 入植地志願兵の輸送船     |                                                          |
| ハンナ・アンド・エリザベス                    | ジョン・ベントマン            | 入植地志願兵の輸送船     |                                                          |
| フォー・フレンズ                              | マシュウ・バイバート          | 入植地志願兵の輸送船     |                                                          |
| フレンズ・アドベンチャー                      | ヘンリー・フュー              | 入植地志願兵の輸送船     |                                                          |
| フランシス                                    | ウォルター・グッドリッジ      | 入植地志願兵の輸送船     |                                                          |
| レベッカ                                      | ヘンリー・リチャーズ          | 入植地志願兵の輸送船     |                                                          |
| ジョン・アンド・ハンナ                        | ナサナエル・マーストン        | 入植地志願兵の輸送船     |                                                          |
| マーサ・アンド・ハンナ                        | フランシス・ノリス            | 入植地志願兵の輸送船     |                                                          |
| ヘンリエッタ                                  | リチャード・バリントン        | 入植地志願兵の輸送船     |                                                          |
| ジョハンナ                                    | ジョン・ビンケール            | 入植地志願兵の輸送船     |                                                          |
| ブレッシング                                  | サミュエル・ロング            | 入植地志願兵の輸送船     |                                                          |
| ユナイティ                                    | ジョン・リチャーズ            | 病院船                   |                                                          |
| アンテロープ                                  | ジョン・アンダーソン          | 入植地志願兵の輸送船     |                                                          |
| ニューキャッスル                              | クレメント・ディアリング      | 入植地志願兵の輸送船     |                                                          |
| ハンバー（en:HMS Humber (1693)）              | カリフォード                  | 80門艦                   |                                                          |
| デボンシャー（en:HMS Devonshire (1710)）      | クーパー                      | 80門艦                   | クーパーはボストンで乗艦                                 |
| 出典: Graham, pp. 229–231,237; Hervey, p. 318 |                               |                          |                                                          |